# Fédération comorienne de basket-ball
La Fédération comorienne de basketball (FCBB) est une association chargée d'organiser, de diriger et de développer le basket-ball aux Comores, d'orienter et de contrôler l'activité de toutes les associations ou unions d'associations s'intéressant à la pratique du basket-ball.
Elle est affiliée à la FIBA depuis 1995. Son président est Mohamed Papa Mdjassiri.